# Куер Синг
Куер Синг (енгл. Kunwar Singh, 1777-1858), један од вођа Индијског устанка 1857. године.

## Биографија
Када су се домородачки пукови Британске источноиндијске компаније у Динапуру побунили 25. јула 1857, побуњеници су изабрали Куер Синга за вођу пошто у својим редовима нису имали искусних официра (индијски официри у британској служби никада нису командовали јединицама већим од водова). Преузевши команду над побуњеним сепојима (око 3.000 људи), Синг је одустао од опсаде Динапура који је имао снажну британску посаду и повео је своје трупе у унутрашњост, побунивши локално становништво у држави Бихар и заузевши град Ара, средиште округа. Присиљен да се повуче пред надмоћнијим британским снагама, показао је велико умеће у партизанском ратовању, успевши да се одржи скоро 9 месеци у непрестаним борбама. Умро је од рана 26. априла 1858, у 81. години.